# Homo Erraticus
Homo Erraticus ist das siebte Soloalbum von Ian Anderson, dem ehemaligen Frontmann der Progressive-Rock-Gruppe Jethro Tull. Es ist ein Konzeptalbum.

## Besetzung
Anderson nahm das Album mit den Musikern seiner Ian Anderson Touring Band auf, darunter dem in Rosenheim geborenen Gitarristen Florian Opahle und dem Sänger Ryan O’Donnell. Zu den Toningenieuren gehörte neben Opahle Ian Andersons Sohn James Anderson.

## Geschichte
Das Album erschien etwa zwei Jahre nach dem Konzeptalbum Thick as a Brick 2, das noch unter der Bezeichnung „Jethro Tull’s Ian Anderson“ veröffentlicht worden war. Steven Wilson sollte wie beim Vorgängeralbum als Toningenieur mitwirken, er sagte jedoch ab, so dass Jakko Jakszyk (King Crimson) diese Aufgabe erhielt. Die Aufnahmen fanden 2013 statt und wurden kurz nach Weihnachten beendet. Im Anschluss an die Veröffentlichung stand eine Tournee, die im Vereinigten Königreich begann und deren erste Konzerthälfte jeweils aus dem Album Homo Erraticus bestand, während der zweite Teil ältere Hits beinhaltete.

## Album
Das Album handelt von der britischen Geschichte und umfasst dabei einen Zeitraum von über 8000 Jahren. Der erste Song beschreibt das Doggerland, die letzten Songs spielen in der Zukunft. Angeblich wurde der Text 1927 von dem Briten Ernest T. Parritt unter dem Namen Homo Britanicus erraticus (The St. Cleve Chronicles) im Malariafieberwahn verfasst und tauchte erst vor Kurzem in der Linwell Old Library auf. Der frühere Politiker Gerald Bostock soll das Buch in Songtexte umgeschrieben haben – beide Personen sind jedoch Erfindungen Andersons. Bostock war bereits 1972 als Autor von Thick as a Brick bezeichnet worden und ist die Hauptfigur in Thick as a Brick 2.
Im Booklet erklärt Anderson ausführlich, warum er den Namen „Jethro Tull“ nicht mehr nutzt – der Name sei der Band 1968 nur zufällig gegeben worden und respektiere nicht den eigentlichen Jethro Tull. Ohnehin seien fast alle Titel von Anderson geschaffen worden, so dass dieses Album unter seinem Namen erscheinen solle. Im Booklet werden auch stichwortartige Hinweise zu den behandelten historischen Themen gegeben.
Homo Erraticus enthält 15 Stücke, von denen Tripudium Ad Bellum ein Instrumentaltitel ist und Per Errationes Ad Astra von Anderson gesprochen wird. Das Album ist in die drei Abschnitte Chronicles (Chroniken), Prophecies (Prophezeiungen) und Revelations (Offenbarungen) aufgeteilt. Der lateinische Titel lässt sich mit „umherziehender Mensch“ oder „Landstreicher“ übersetzen.

## Cover
Die Vorderseite zeigt einen dunkel gekleideten Mann – offenbar Ian Anderson –, dessen Gesicht mit einem ebenso dunklen Tuch maskiert ist. Er trägt eine historisch anmutende, an einen Speer oder eine Hellebarde erinnernde Fantasiewaffe und einen Strick sowie links und rechts je eine Tasche. Im Hintergrund sieht man eine baumlose Mittelgebirgslandschaft, aus der an zwei Stellen Rauchsäulen aufsteigen. Andersons Name und der Titel des Albums stehen in weißen Buchstaben in einem Kasten oben links. Auf der Rückseite sieht man den Mann oben links auf einem Felsvorsprung stehen. Er schaut auf eine schemenhaft dargestellte Stadt. Die Liedtitel und Credits sind ebenfalls in Weiß und symmetrisch zur Mittelachse gedruckt.

## Rezeption
Bei AllMusic erhielt das Album 3,5 von fünf Sternen. Der Rezensent verweist darauf, dass das Album dem Progressive-Rock-Stil der 1970er Jahre ähnelt und verweist auf „reife Melodien und barocke Arrangements“, vermisst aber „Musiker mit Muskeln“.
| ChartsChartplatzierungen       | Höchstplatzierung | Wochen |
| ------------------------------ | ----------------- | ------ |
| Deutschland (GfK)              | 13 (4 Wo.)        | 4      |
| Österreich (Ö3)                | 41 (1 Wo.)        | 1      |
| Schweiz (IFPI)                 | 69 (1 Wo.)        | 1      |
| Vereinigtes Königreich (OCC)   | 14 (3 Wo.)        | 3      |
| Vereinigte Staaten (Billboard) | 111 (2 Wo.)       | 2      |

## Titelliste

### Part One: Chronicles
1. Doggerland (4:19)
2. Heavy Metals (1:32)
3. Enter the Uninvited (4:12)
4. Puer Ferox Adventur (7:13)
5. Meliora Sequamur (3:34)
6. The Turnpike Inn (3:07)
7. The Engineer (3:11)
8. The Pax Britannica (3:05)

### Part Two: Prophecies
1. Tripudium Ad Bellum (2:50)
2. After These Wars (4:29)
3. New Blood, Old Veins (2:31)
4. In for a Pound (0:36)

### Part Three: Revelations
1. The Browning of the Green (4:05)
2. Per Errationes Ad Astra (1:34)
3. Cold Dead Reckoning (5:29)

### Special Edition
Die Special Edition wurde mit Surround-Sound 5.1 produziert und enthält zusätzlich eine DVD Creations, die die Entstehung des Albums beschreibt.